# Velké okresní město

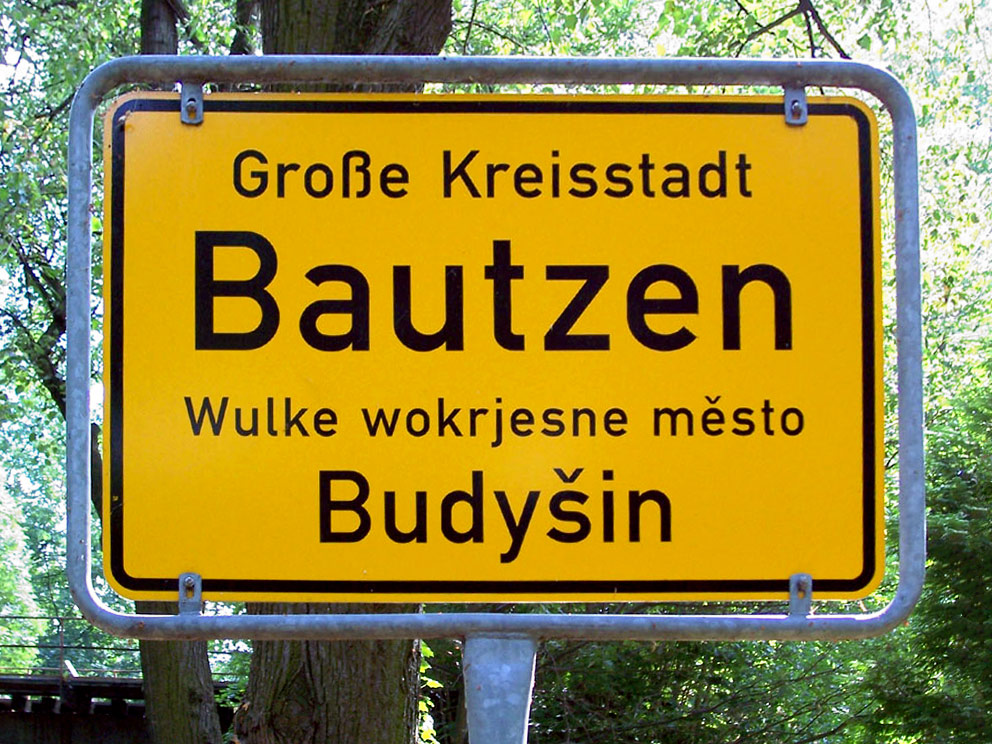
Dvojjazyčná dopravní značka velkého okresního města Budyšín

Velké okresní město (německy Große Kreisstadt) je pojem z německého obecního práva. Tento zvláštní status je zaveden ve třech spolkových zemích, a to v Bádensku-Württembersku, Bavorsku a Sasku.

## Vymezení pojmu
V jednotlivých spolkových zemích má pojem velké okresní město odlišný právní status a označuje zpravidla největší obce v okrese, které na rozdíl od ostatních obcí disponují rozšířenými pravomocemi. Velkým okresním městem se mohou stát během reforem územní samosprávy na základě zákona či jiného právního předpisu města nezařazená do okresů, respektive městské okresy. Status mohou také obdržet obce příslušné k okresům na základě vlastní žádosti, kterou vyřizují ministerstva vnitra jednotlivých spolkových zemí. Takové obce musí splňovat podmínku minimálního počtu obyvatel a ministerstvo dále posoudí jejich schopnost plnění správních úkolů. Velké okresní město nemusí být nutně okresní město ve smyslu sídla okresního úřadu.
V německých spolkových zemích Bádensku-Württembersku, Bavorsku a Sasku se tato města nazývají shodně velká okresní města. Jsou součástí zemského okresu a přejala část jeho administrativních pravomocí. Uvedené spolkové země mají odlišný minimální počet obyvatel nutný pro získání statusu velkého okresního města. Pokud nějaké město tuto hranici překročí, může požádat zemskou vládu o přidělení statusu. Obec, která před přiznáním statusu ještě nebyla městem, je na město automaticky povýšena. Pokud klesne počet obyvatel velkého okresního města pod zákonem stanovenou mez, status mu zůstane zachován. Starosta velkého okresního města je označován jako „Oberbürgermeister“ a do češtiny se zpravidla překládá jako primátor, doslovně pak jako vrchní starosta.

## Bádensko-Württembersko
Minimální počet obyvatel pro získání statusu velkého okresního města je 20 000. K 1. dubnu 1956 vstoupilo v platnost nové obecní zřízení, na základě kterého se stala všechna města nad 20 000 obyvatel velkými okresními městy. Status získala také většina dřívějších okresních měst, pokud při slučování obcí překročila hranici minimálního počtu obyvatel. Na konci roku 2019 bylo v Bádensku-Württembersku 94 velkých okresních měst.

## Bavorsko
Bavorsko má nejvyšší limit pro získání statusu velkého okresního města, a to 30 000 obyvatel. Velká okresní města byla zavedena při okresní reformě k 1. červenci 1972. Před tímto datem mělo Bavorsko 48 městských okresů, tedy měst, která nebyla příslušná k žádnému okresu. Celkem 23 z nich bylo začleněno do okresů a získalo status velkého okresního města. V následujících letech k nim přibylo dalších šest měst, na konci roku 2019 tak mělo Bavorsko 29 velkých okresních měst.

## Sasko
Sasko má nejnižší limit pro získání statusu velkého okresního města. Mohou jej získat města s minimálním počtem obyvatel 17 500, pokud splňují další náležitosti. Po okresních reformách v letech 1994/1996 a 2008 se staly velkými okresními městy také bývalá okresní města. K 1. lednu 2021 má Sasko 53 velkých okresních měst.

## Srovnatelná města vostatních spolkových zemích
Srovnatelná označení v ostatních spolkových zemích jsou:
- „Große selbständige Stadt“ (velké samostatné město) a „Selbständige Gemeinde“ (samostatná obec) v Dolním Sasku
- „Große kreisangehörige Stadt“ (velké k okresu příslušné město) v Braniborsku, Meklenbursku-Předním Pomořansku, Severním Porýní-Vestfálsku, Porýní-Falci, Šlesvicku-Holštýnsku a Durynsku
- „Mittlere kreisangehörige Stadt“ (středně velké k okresu příslušné město) v Severním Porýní-Vestfálsku
- „Mittelstadt“ (středně velké město) v Sársku